# Arachniodes basipinnata
Arachniodes basipinnata là một loài thực vật có mạch trong họ Dryopteridaceae. Loài này được (Ching) Ching ex Y.T. Hsieh miêu tả khoa học đầu tiên năm 1991.